# نظرگاه
نظرگاه، روستایی کوچک و محروم از توابع بخش کوزران سنجابی شهرستان کرمانشاه در استان کرمانشاه ایران است.

## جمعیت
این روستا در دهستان سنجابی قرار دارد و براساس سرشماری مرکز آمار ایران در سال ۱۳۸۵، جمعیت آن ۹۶ نفر (۱۷خانوار) بوده‌است.